# (15819) Alisterling
(15819) Alisterling (1994 SN9) – planetoida z pasa głównego asteroid okrążająca Słońce w ciągu 3,23 lat w średniej odległości 2,19 j.a. Odkryta 28 września 1994 roku.